# Vetelgyus
Vetelgyus è il nono album del gruppo musicale giapponese power metal Galneryus, pubblicato dall'etichetta discografica VAP il 24 settembre 2014.

## Tracce
1. Redstar Rising (strumentale) – 1:31
2. Endless Story – 6:14
3. There's No Escape – 5:19
4. Ultimatum – 5:30
5. Enemy to Injustice – 7:21
6. The Judgment Day (Vetelgyus Mix) – 7:43
7. Vetelgyus (strumentale) – 8:06
8. Attitude to Life – 5:59
9. Secret Love – 6:58
10. The Guide – 5:15
11. I Wish – 6:30
12. The Voyage (strumentale) – 4:58

### Tracce Blu-ray edizione limitata
L'edizione limitata in digipack contiene un Blu-ray del concerto Live At Zepp Tokyo
1. The Judgement Day
2. Lonely as a Stranger
3. Winning the Honor
4. Future Never Dies
5. 絆
6. Hall of Shame
7. Shiver
8. Alone
9. Can't Live Without You
10. Bash Out!
11. The Promised Flag

## Formazione
- Masatoshi Ono (SHO) – voce
- Syu –  chitarra
- Taka – basso
- Junichi – batteria
- Yuhki – tastiere

### Ospiti
- Hitomi Orima – voce (tracce 5, 7, 10)
- Yorimasa Hisatake – cori

### Produzione
- Yorimasa Hisatake – produzione
- Naoki Sakurai – fonico, missaggio
- Yasutaka Hibi – tecnico del suono
- Keisuke Narita – tecnico del suono
- Hiromichi Takiguchi – mastering
- Yutaka Kawase – grafica, art direction
- Shinya Omachi – fotografia